# Entodon smaragdinus
Entodon smaragdinus là một loài rêu trong họ Entodontaceae. Loài này được Paris & Broth. mô tả khoa học đầu tiên năm 1909.